# 1993-as amatőr ökölvívó-Európa-bajnokság
Az 1993-as férfi európai ökölvívó bajnokság 1993. szeptember 3. és 6. Között lett megrendezve Törökország Bursa városában. Ez volt az általában kétévente megrendezett esemény 30. Programsorozata, melyen 32 ország 197 sportolója vet részt. A rendezvény szervezője az európai amatőr ökölvívás szervezete, az Európai Ökölvívó Konföderáció volt.

## Érmesek
- Kovács István bronzérmet szerzett harmatsúlyban.
- Lakatos Pál ezüstérmet szerzett papírsúlyban.

| 1993. évi amatőr ökölvívó-Európa-bajnokság érmesei |                                    |                                  |                                                               |
| Versenyszám                                        | Arany                              | Ezüst                            | Bronz                                                         |
| Szupernehézsúly                                    | Szvilen Ruszinov (Bulgária)        | Zurab Sarsania (Grúzia)          | Mika Kihlström (Finnország) Kevin McCormack (Wales)           |
| Nehézsúly                                          | Georgi Kandelaki (Grúzia)          | Don Diego Poeder (Hollandia)     | Danny Williams (Anglia) Georgios Stefanopoulos Görögország    |
| Félnehézsúly                                       | Igor Szkinin (Oroszország)         | Sinan Samil Sam (Törökország)    | Sven Ottke (Németország) Rosztiszlav Szaulicsnyi (Ukrajna)    |
| Középsúly                                          | Dirk Eigenbrodt (Németország)      | Alekszandr Lebzjak (Oroszország) | Akın Kuloglu (Törökország) Alekszandr Davidenko (Ukrajna)     |
| Nagyváltósúly                                      | Vastag Ferenc (Románia)            | Orhan Delibas (Hollandia)        | Bert Schenk (Németország) Gussein Kurbanov (Oroszország)      |
| Váltósúly                                          | Vitalijus Karpačiauskas (Litvánia) | Kenan Öner (Törökország)         | Andreas Otto (Németország) Mihail Szavicki (Fehéroroszország) |
| Kisváltósúly                                       | Nurhan Suleymanoglu (Törökország)  | Oktay Urkal (Németország)        | Leonard Doroftei (Románia) Armen Gevorkian (Örményország)     |
| Könnyűsúly                                         | Jacek Bielszki (Lengyelország)     | Tibor Rafael (Csehország)        | Paata Gvasalia (Grúzia) Mechak Kasarian (Örményország)        |
| Pehelysúly                                         | Szerafim Todorov (Bulgária)        | Ramaz Paliani (Grúzia)           | Vjacseszlav Vlaszov (Oroszország) Paul Griffin (Írország)     |
| Harmatsúly                                         | Raimkul Malakbekov (Oroszország)   | Robert Ciba (Lengyelország)      | Kovács István (Magyarország) Claudiu Cristache (Románia)      |
| Légsúly                                            | Ruszan Huszeinov (Azerbajdzsán)    | Rico Kubat (Németország)         | Vladislav Nyman (Izrael) Kadir Yildirim (Törökország)         |
| Papírsúly                                          | Daniel Petrov (Bulgária)           | Lakatos Pál (Magyarország)       | Mikko Mantere (Finnország) Eduard Gaifulin (Oroszország)      |